# 汪公大庙
汪公大庙又名忠显烈庙、登源祖庙，是安徽省绩溪县历史上最大的一座庙宇，纪念徽州汪姓始祖汪华，遗址位于瀛洲镇大庙汪村的登源河西。
隋末，汪华在歙州家乡起事时，“引弓远射”，以矢堕之地的范围修筑城堡，称为“汪王故城”。汪公大庙始建于北宋太平兴国五年（980年），位于“汪王故城”遗址，敕建“忠烈庙”，奉祀汪华。宋代历任皇帝一再对汪华予以追封，原属六州百姓对汪华信仰也一再加深。徽州到处都建有忠烈行祠。旧时每年正月十五到正月十八，为纪念汪华诞辰，庙前举行花朝会，舞龙、舞狮、舞花灯，唱大戏，放花炮。
明嘉靖四十二年（1563年）胡宗宪重建汪公大庙，占地3.27公顷（34亩），门临登源里古道，东西设辕门。附设园林。
汪公大庙是绩溪县规模最大的庙宇，前后五进、七开间，殿宇宏伟，雕梁画栋。门楣署“登源祖庙”，正殿悬挂“忠显烈庙”匾额。柱上对联：“应天命顺人心义起歙州数十城狂澜独挽；膺藩封歆庙祀忠昭唐代千百载浩气犹存。”两侧为“忠”、“烈”两巨型大字。
清同治五年（1866年），登源河特大洪水，大庙前三进被冲毁。正殿因年久失修，1977年坍塌。
汪公大庙殿后有“劝忠楼”和“司马公祠”。司马公祠仍存，现为绩溪县文物保护单位。